# Ferroviário Esporte Clube
El Ferroviário Esporte Clube es un equipo de fútbol de Brasil de la ciudad Sao Luis, Maranhao, que juega en el Torneo Distrital de Sao Luis, y que llegó a jugar en el Campeonato Brasileño de Serie A, la máxima categoría del fútbol brasileño.

## Historia
Fue fundado el 10 de septiembre de 1941 en el municipio de Sao Luis, Maranhao por funcionarios de la vía ferroviaria que comunica a las ciudades de Sao Luis y Teresina.
En 1954 participaron por primera vez en el Campeonato Maranhense en el que terminó en último lugar donde solo ganó un partido, y se afilió a la Federación de Fútbol de Maranhao en 1957. En ese año se proclama campeón estatal por primera vez en el que terminó invicto, repitiendo el título estatal al año siguiente.
En 1959 se convierte en el primer equipo del estado de Maranhao en jugar en la primera edición del Campeonato Brasileño de Serie A, llamado en ese entonces Copa de Brasil, edición en la que fue eliminado en la primera ronda de la zona norte por el Tuna Luso Brasileira del estado de Pará en un partido de desempate.
Tras ser finalista del campeonato estatal en dos ocasiones a finales de los años 1960, se corona campeón estatal por tercera vez en 1971 en donde enfrentó a otros cinco equipos y en donde solo perdió un partido. En la década de los años 1970 se convirtió en campeón estatal en 1973 y llegó dos veces a la final, con un equipo compuesto por jugadores provenientes de otros estados, especialmente del estado de Pernambuco, pero por problemas administrativos el club desaparece de la categoría profesional en 1976.
En el año 2000 el club es refundado como equipo aficionado y participa en los torneos de categoría aficionada desde entonces.

## Palmarés
- Campeonato Maranhense: 4

1957, 1958, 1971, 1973
- Copa FMF: 1

1974